# Gonzalo Benavente Secco
Mario Gonzalo Benavente Secco (Lima, 1982) es un cineasta y dramaturgo peruano.

## Biografía
Gonzalo Benavente nació en 1982 en Lima y estudió en el colegio Santa María. Influenciado por su tío Armando, ingresó a la Pontificia Universidad Católica del Perú para estudiar derecho, pero en la facultad de Letras viró a estudiar Periodismo y Comunicación Audiovisual y terminó obteniendo una maestría en Literatura Hispanoamericana.
Durante 3 años, se desempeño como director de comunicación de la ONG Un Techo para mi País.

### Obra dramaturgia
En 2009, empezó en el teatro como asistente de dirección en una obra de Alberto Ísola antes de debutar al año siguiente como director de su propia obra En el jardín, la cual se estrenó en el Centro Cultural El Olivar.
En 2014, su novela El rastro de tu sangre en mi memoria ganó el tercer puesto del Premio Nacional de Nueva Dramaturgia del Ministerio de Cultura.
Escribió la obra teatral Ítaca, una reinterpretación de ciencia ficción de La Odisea en el contexto del conflicto armado interno, la cual ganó el gran premio del jurado de Sala de parto del Teatro La Plaza en 2018 pero cuya puesta en escena se canceló debido al confinamiento por la pandemia de COVID-19.

### Obra audiovisual
En 2011, se hizo acreedor del fondo para la producción de largometrajes del CONACINE para producir su ópera prima Rocanrol 68, la cual ganó el premio a Mejor Director Revelación en el 5.º Latino and Native American Film Festival (LANAFF).
Desde 2013 hasta 2016, dirigió el programa televisivo de Plus TV Historias de papel, conducido por Jimena Lindo en donde se encargó de adaptar más de 50 obras literarias.
Benavente dirigió La revolución y la tierra, documental estrenado en 2019 que trata sobre la reforma agraria en el Perú. Con más de 80 mil espectadores, se convirtió en la película documental más vista del cine peruano y se hizo acreedor del premio APRECI al Mejor Documental.
En 2021, escribió juntó a Grecia Barbieri (guionista del filme) el libro La revolución imaginada, que recoge el proceso de producción de dicho documental. Ese mismo año formó parte del Festival de Cine de Lima como  miembro del comité de selección.
En 2024, lanzó el podcast El estallido invisible, sobre la crisis política en Perú que empezó en 2016 y devino en la convulsión social.

## Obras

### Filmografía
Largometrajes
- Rocanrol 68 (2013)
- La revolución y la tierra (2019)
- El arte de la guerra (2026), codirigido con Grecia Barbieri.

Cortometrajes
- Un metro (2006)
- Rocanrol (2006)
- Fierros (2007)
- Un futuro (2007)
- Final
- La aventura aparte

Videoclips
- El metro (2006) - Turbopótamos
- Un futuro - Inyectores

Spots
- Distintas miradas, un punto de encuentro (2025) - 29 edición del Festival de Cine de Lima[12]

### Televisión
- Historias de papel (2013-2016) - guion y dirección
- Largo tiempo (2018) - guion y dirección[13]
- Aprendo en casa (2020) - jefe de guionistas[7]

### Teatro
- En el jardín (2010)
- Una noche con Groucho Marx (2012/2014)
- El rastro de tu sangre en mi memoria (2014)